# Venus Illustrations
Venus Illustrations ist das erste Artbook des japanischen Comiczeichners Satoshi Urushihara. Es enthält auf 95 Seiten eine ganze Reihe von erotischen Zeichnungen, in denen zumeist junge Frauen mit großen, ausdrucksvollen Augen und ebenso detailliert gezeichneten Brüsten abgebildet sind.
Die Bilder sind großteils seinen bekannten Werken Chirality, Langrisser und Plastic Little sowie der Street-Fighter-Reihe zuzuordnen, aber auch speziell für das Artbook gezeichnete Werke sind enthalten.
Venus Illustrations wurde in Japan erstmals 1997 herausgebracht, die deutsche Erstveröffentlichung folgte im Juli 2003 durch den Carlsen-Verlag.